# مکنزی آستین
مکنزی آستین (انگلیسی: Mackenzie Astin؛ زادهٔ ۱۲ مهٔ ۱۹۷۳) یک هنرپیشه اهل ایالات متحده آمریکا است. وی از سال ۱۹۸۲ میلادی تاکنون مشغول فعالیت بوده‌است.

## گزیده فیلمشناسی
از فیلم‌ها یا برنامه‌های تلویزیونی که وی در آن نقش داشته‌است می‌توان به آثار زیر اشاره کرد.
- عزم راسخ (۱۹۹۴)
- وایات ارپ (فیلم) (۱۹۹۴)
- رؤیایی برای یک بی‌خوابی (۱۹۹۶)
- ستاره شب (فیلم) (۱۹۹۶)
- در عشق و جنگ (۱۹۹۶)
- آخرین روزهای دیسکو (۱۹۹۸)
- خواب جینی را می‌بینم… پانزده سال بعد (۱۹۸۵)
- نحوه برخورد (۲۰۰۳)
- لاست (۲۰۰۵)
- دکتر هاوس (۲۰۰۶)
- غیب‌گو (مجموعه تلویزیونی) (۲۰۰۹)
- آناتومی گری (مجموعه تلویزیونی) (۲۰۱۱)
- ان‌سی‌آی‌اس (۲۰۱۲)
- ذهن‌های جنایتکار (۲۰۱۲)
- ۹۰۲۱۰ (مجموعه تلویزیونی) (۲۰۱۲)
- استخوان‌ها (مجموعه تلویزیونی) (۲۰۱۳)
- رسوایی (مجموعه تلویزیونی) (۲۰۱۴–۲۰۱۷)
- مد من (۲۰۱۵)
- مأموران شیلد (۲۰۱۵)
- کسل (مجموعه تلویزیونی) (۲۰۱۵)
- جادوگران (مجموعه تلویزیونی آمریکایی) (۲۰۱۶–۲۰۱۷)
- هوملند (مجموعه تلویزیونی) (۲۰۱۸)
- نجیب‌زادگان (مجموعه تلویزیونی) (۲۰۱۸)
- اورویل (۲۰۱۹)
- بلندترین صدا (۲۰۱۹)
- تو (مجموعه تلویزیونی) (۲۰۲۱)